# 薩韋 (貝寧)
08°02′N 02°29′E / 8.033°N 2.483°E

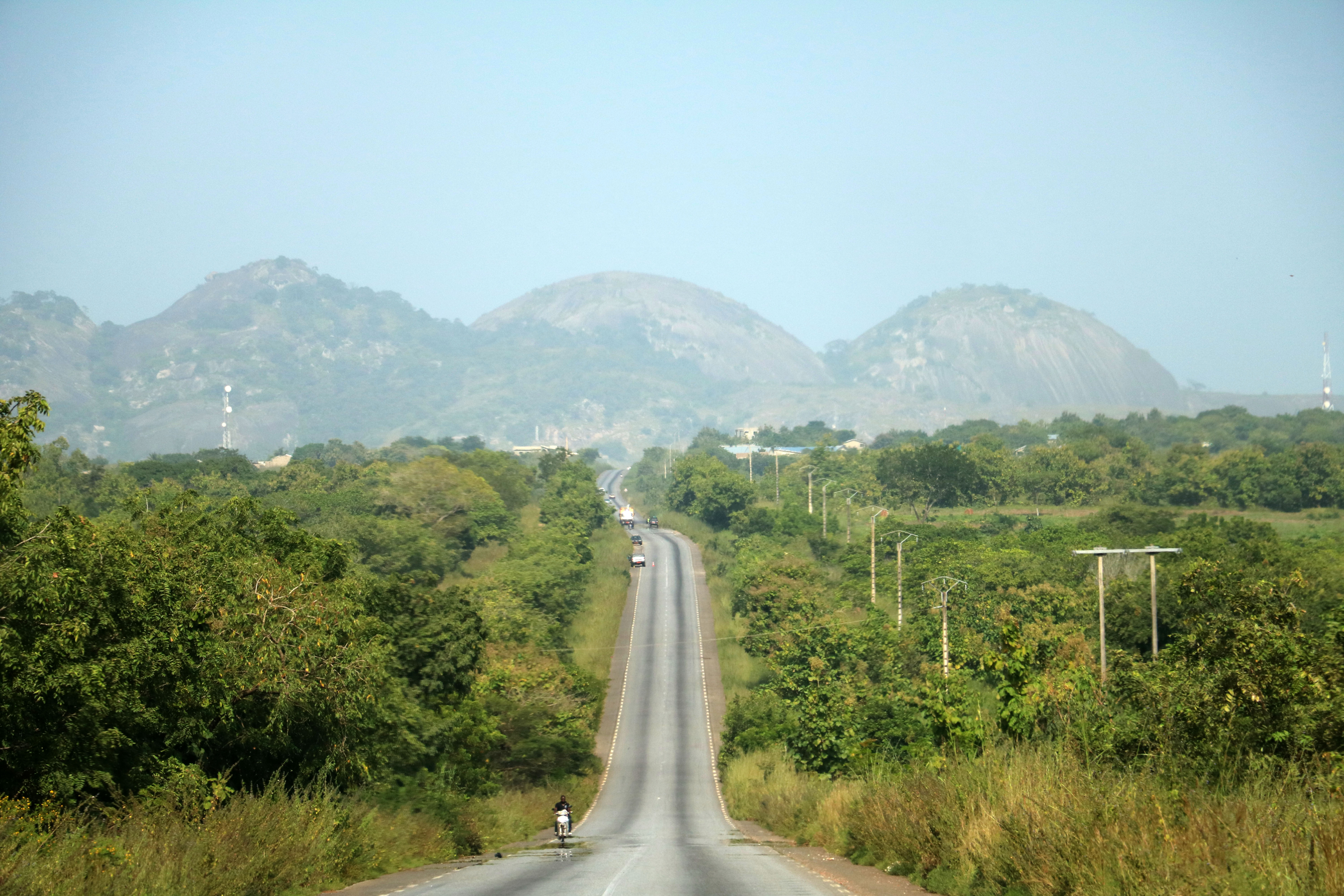
薩韋

薩韋（法語：Savè）是貝寧的城鎮，位於該國中南部，由丘陵省負責管轄，面積2,228平方公里，海拔高度151米，2012年該城鎮人口97,309，人口密度每平方公里44人。